# Новочеркасская ГРЭС
Новочеркасская ГРЭС — тепловая электрическая станция в микрорайоне Донской города Новочеркасска Ростовской области Южного федерального округа.
Является основным источником генерации электроэнергии в Ростовской области, обеспечивающим электроэнергией наиболее промышленно развитую юго-западную часть области. Входит в состав ПАО «ОГК-2».

## Технические характеристики
Установленная электрическая мощность ГРЭС — 2258 МВт, установленная тепловая мощность — 60 Гкал/час. Основное топливо станции — природный газ и уголь, резервное — мазут. Это единственная ГРЭС, работающая на местных отходах добычи угля и углеобогащения — антрацитовом штыбе.
Основные сооружения ГРЭС: главный корпус, объединенный вспомогательный, объекты топливно-транспортного хозяйства, масломазутное хозяйство, объекты технического водоснабжения и золоулавливания, сооружения электрической части станции.
Первая дымовая труба электростанции достигает высоты 185 метров, три остальных — по 250 метров.

## Выработка тепловой и электрической энергии
|                                       | 2009  | 2010   | 2011   | 2012  | 2013  | 2014   | 2015  | 2016   | 2017   |
| ------------------------------------- | ----- | ------ | ------ | ----- | ----- | ------ | ----- | ------ | ------ |
| Выработка электроэнергии, млн. кВт⋅ч  | 9 213 | 10 847 | 10 914 | 9 571 | 7 652 | 10 827 | 9 450 | 10 887 | 10 915 |
| Выработка тепловой энергии, тыс. Гкал | 96    | 79     | 85     | 82    |       |        |       | 78     | 74     |
| КИУМ, %                               | 50    | 59     | 59     | 59    |       |        |       | 50     | 55     |

## История

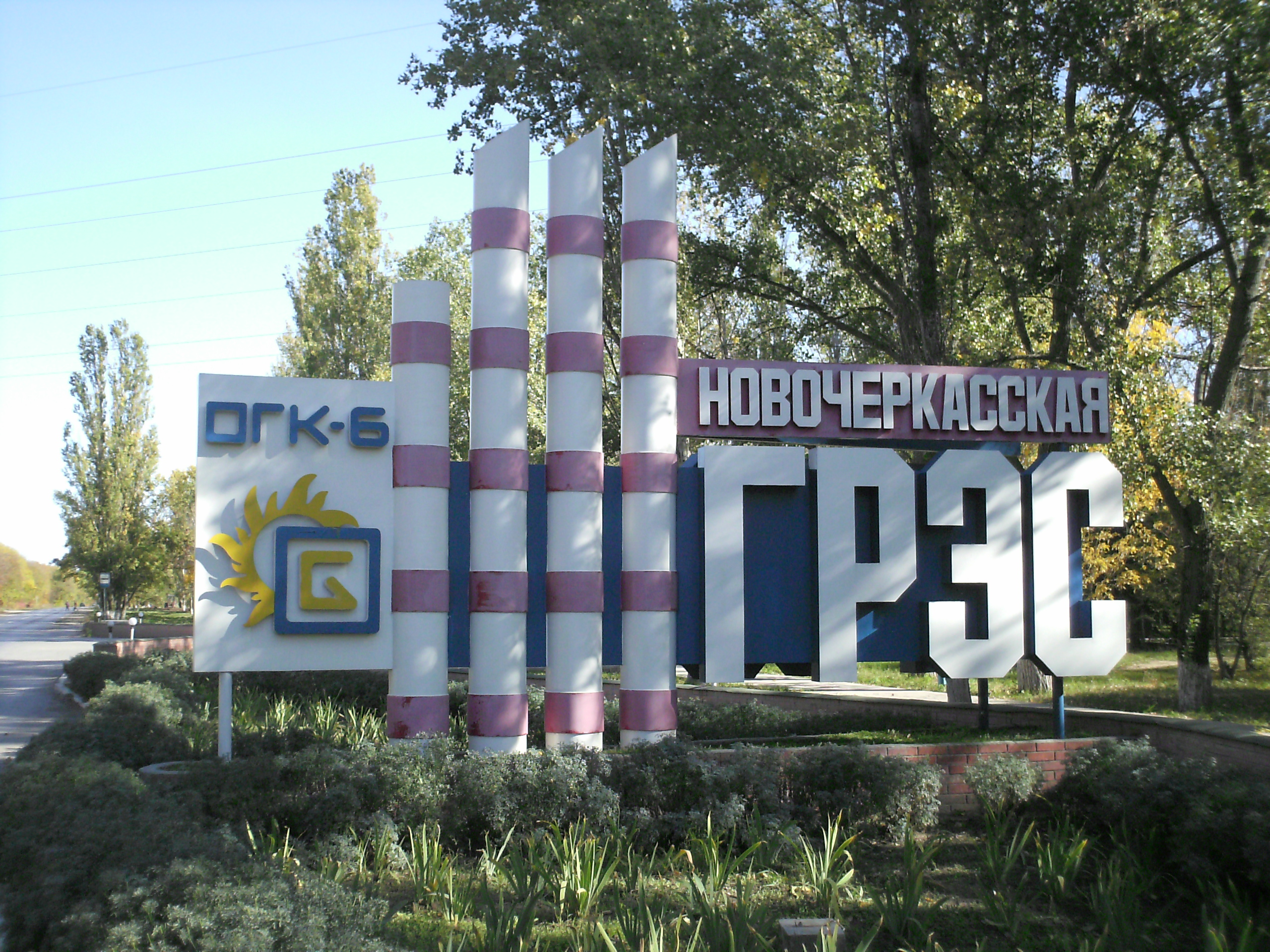

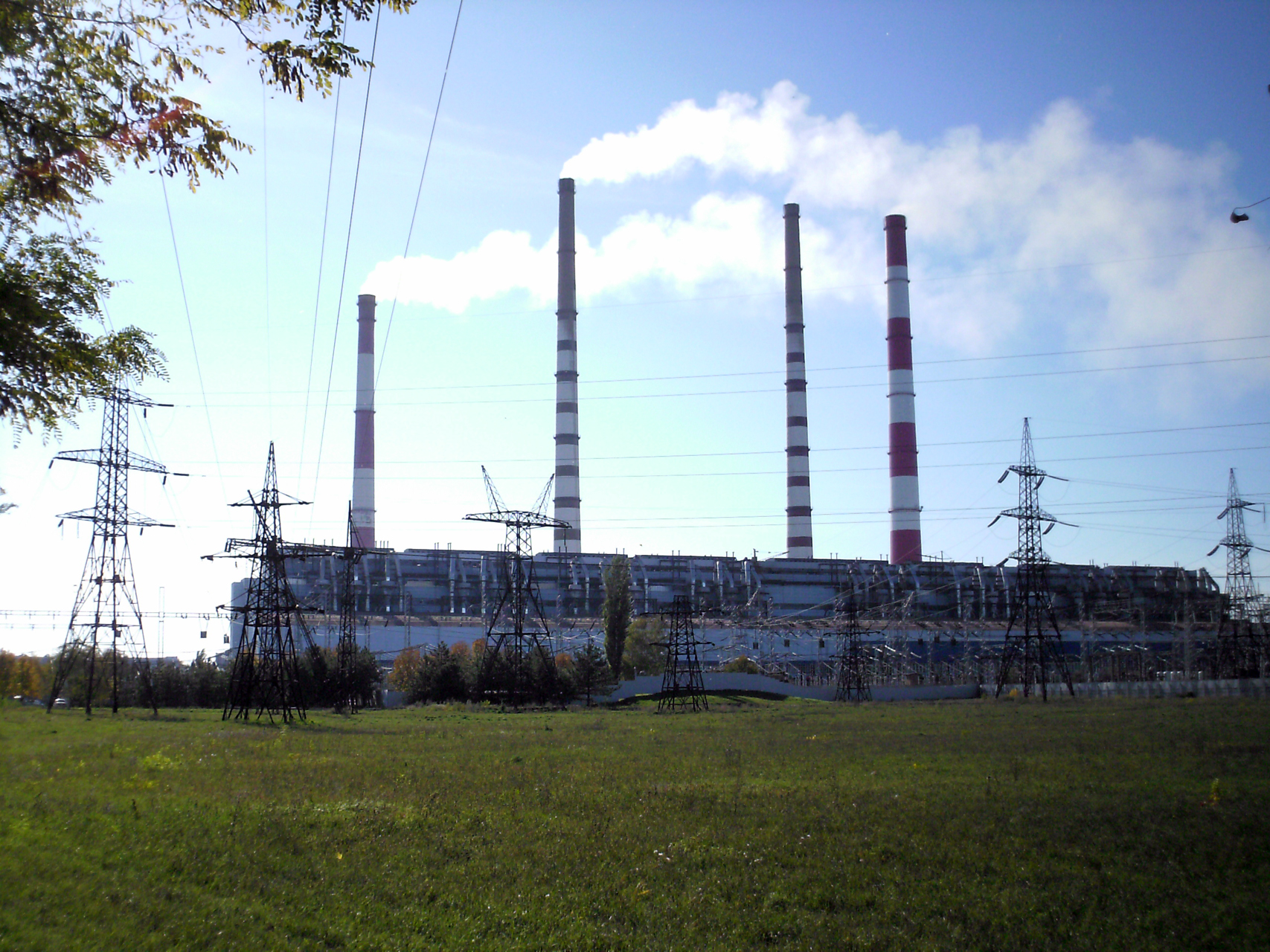

- 4 февраля 1952 года — было издано «Постановление о строительстве Новочеркасской ГРЭС».
- В марте 1956 года были начаты подготовительные работы. Главным инженером строящейся станции был назначен Кольцов Сергей Павлович.
- В марте 1961 года начали сооружать основной корпус. Строительство ГРЭС выполнял трест «Донбассэнергострой» Минэнерго СССР.
- В 1963 году начался набор кадров станции.
- В ночь на 22 декабря 1964 года окончен монтаж первого блока, однако толкнуть турбину К-300-240 ХТГЗ, зав. № 14004, получилось лишь спустя несколько недель, 16 января 1965 года. И только 23 января получилось запустить блок. Проработав чуть более 7 часов, он был остановлен для устранения дефектов. В эксплуатацию первый блок был принят через полгода — всё это время шла доводка и устранение неисправностей.
- 30 июня 1965 года — день подписания акта ввода в эксплуатацию первого блока — считается официальным днем рождения станции.

В последующие 7 лет строительство продолжалось — каждый год строился новый блок.
ст. № 2 турбина К-300-240 ХТГЗ зав. № 14008.
- В декабре 1972 года принят в эксплуатацию последний, восьмой энергоблок, и Новочеркасская ГРЭС достигла проектной мощности 2400 МВт.
- В 2000 году был поставлен вопрос перевооружения ГРЭС, в частности модернизации котлов для обеспечения работы на угле низкого качества, уменьшения выбросов. Кроме того, было закончено строительство газопровода, что позволило двум энергоблокам работать на газовом топливе на полную мощность и сократить расход мазута в остальных блоках.
- К 2003 году доля газа в топливе составила более 40 %.
- В 2005 году на шестом энергоблоке установлена новая турбина.
- 17 мая 2005 года в рамках реорганизации ОАО РАО «ЕЭС России» электростанция вошла в состав ОАО ОГК-6[3].
- 1 ноября 2011 года после поглощения ОАО ОГК-6 компанией ОГК-2, вместе со всеми её активами, станция была включена в состав ОАО ОГК-2[4][5].
- В 2011 году 8-й энергоблок остановлен на реконструкцию[источник не указан 4902 дня].
- 23 января 2020 года произошла авария на энергоблоке №1 со взрывными разрушениями[6][7].
- 14 июня 2023 года на энергоблоке №6 произошел пожар кровли крыши. В результате, работа всей станции и энергоблоков была остановлена[8].
- 25 марта 2024 года в результате взрывов были выведены из строя 2 энергоблока станции[9]. О природе взрывов не сообщалось.

## Новое строительство
В мае 2007 года был заложен камень в фундамент 9-го энергоблока Новочеркасской ГРЭС. Реальное строительство началось в декабре 2010 года, запуск планировался на конец 2014 года, но был перенесён на 2015 год. Первый тестовый пуск 9-го энергоблока был произведён 1 февраля 2016 года. Ввод этого энергоблока в промышленную эксплуатацию состоялся 22 июля 2016 года. Это первый в России энергоблок российского производства с применением технологии циркулирующего кипящего слоя (ЦКС), его мощность составляет 330 МВт.

## Перечень основного оборудования
| Агрегат                                                | Тип                   | Изготовитель                                                                                      | Количество | Ввод в эксплуатацию | Основные характеристики | Основные характеристики | Источники     |
| Агрегат                                                | Тип                   | Изготовитель                                                                                      | Количество | Ввод в эксплуатацию | Параметр                | Значение                | Источники     |
| ------------------------------------------------------ | --------------------- | ------------------------------------------------------------------------------------------------- | ---------- | ------------------- | ----------------------- | ----------------------- | ------------- |
| Оборудование паротурбинных установок (энергоблоки 1—9) |                       |                                                                                                   |            |                     |                         |                         |               |
| Паровой котёл                                          | ТПП-110               | Таганрогский котельный завод «Красный котельщик»                                                  | 2          | 1965 г. 1966 г.     | Топливо                 | уголь, газ              | [ 16 ]        |
| Паровой котёл                                          | ТПП-110               | Таганрогский котельный завод «Красный котельщик»                                                  | 2          | 1965 г. 1966 г.     | Производительность      | 830 т/ч                 | [ 16 ]        |
| Паровой котёл                                          | ТПП-110               | Таганрогский котельный завод «Красный котельщик»                                                  | 2          | 1965 г. 1966 г.     | Параметры пара          | 255 кгс/см2, 545 °С     | [ 16 ]        |
| Паровой котёл                                          | ТПП-210               | Таганрогский котельный завод «Красный котельщик»                                                  | 4          | 1967 г. 1968 г.     | Топливо                 | уголь, газ              | [ 16 ]        |
| Паровой котёл                                          | ТПП-210               | Таганрогский котельный завод «Красный котельщик»                                                  | 4          | 1967 г. 1968 г.     | Производительность      | 415 т/ч                 | [ 16 ]        |
| Паровой котёл                                          | ТПП-210               | Таганрогский котельный завод «Красный котельщик»                                                  | 4          | 1967 г. 1968 г.     | Параметры пара          | 255 кгс/см2, 545 °С     | [ 16 ]        |
| Паровой котёл                                          | ТПП-210А              | Таганрогский котельный завод «Красный котельщик»                                                  | 4          | 1969 г. 1970 г.     | Топливо                 | уголь, газ              | [ 16 ]        |
| Паровой котёл                                          | ТПП-210А              | Таганрогский котельный завод «Красный котельщик»                                                  | 4          | 1969 г. 1970 г.     | Производительность      | 415 т/ч                 | [ 16 ]        |
| Паровой котёл                                          | ТПП-210А              | Таганрогский котельный завод «Красный котельщик»                                                  | 4          | 1969 г. 1970 г.     | Параметры пара          | 255 кгс/см2, 545 °С     | [ 16 ]        |
| Паровой котёл                                          | ТПП-210А              | Таганрогский котельный завод «Красный котельщик»                                                  | 2          | 1971 г.             | Топливо                 | уголь, газ              | [ 16 ]        |
| Паровой котёл                                          | ТПП-210А              | Таганрогский котельный завод «Красный котельщик»                                                  | 2          | 1971 г.             | Производительность      | 460 т/ч                 | [ 16 ]        |
| Паровой котёл                                          | ТПП-210А              | Таганрогский котельный завод «Красный котельщик»                                                  | 2          | 1971 г.             | Параметры пара          | 255 кгс/см2, 545 °С     | [ 16 ]        |
| Паровой котёл                                          | Пп-1000-24,5-565 АКТФ | Таганрогский котельный завод «Красный котельщик» совместно с Amec Foster Wheeler (Великобритания) | 1          | 2016 г.             | Топливо                 | уголь, газ              | [ 16 ]        |
| Паровой котёл                                          | Пп-1000-24,5-565 АКТФ | Таганрогский котельный завод «Красный котельщик» совместно с Amec Foster Wheeler (Великобритания) | 1          | 2016 г.             | Производительность      | 1000 т/ч                | [ 16 ]        |
| Паровой котёл                                          | Пп-1000-24,5-565 АКТФ | Таганрогский котельный завод «Красный котельщик» совместно с Amec Foster Wheeler (Великобритания) | 1          | 2016 г.             | Параметры пара          | 255 кгс/см2, 565 °С     | [ 16 ]        |
| Паровая турбина                                        | К-264(300)-240-2      | Харьковский турбогенераторный завод                                                               | 5          | 1966—1969 гг.       | Установленная мощность  | 264—270 МВт             | [ 16 ] [ 18 ] |
| Паровая турбина                                        | К-264(300)-240-2      | Харьковский турбогенераторный завод                                                               | 5          | 1966—1969 гг.       | Тепловая нагрузка       | 0—15 Гкал/ч             | [ 16 ] [ 18 ] |
| Паровая турбина                                        | К-264(300)-240-2      | Харьковский турбогенераторный завод                                                               | 5          | 1966—1969 гг.       | Параметры пара          | 240 кгс/см2, 560 °С     | [ 16 ] [ 18 ] |
| Паровая турбина                                        | К-310-23,5-3          | Харьковский турбогенераторный завод                                                               | 1          | 2005 г.             | Установленная мощность  | 290 МВт                 | [ 16 ]        |
| Паровая турбина                                        | К-310-23,5-3          | Харьковский турбогенераторный завод                                                               | 1          | 2005 г.             | Тепловая нагрузка       | 0 Гкал/ч                | [ 16 ]        |
| Паровая турбина                                        | К-310-23,5-3          | Харьковский турбогенераторный завод                                                               | 1          | 2005 г.             | Параметры пара          | 240 кгс/см2, 560 °С     | [ 16 ]        |
| Паровая турбина                                        | К-325-23,5            | Харьковский турбогенераторный завод                                                               | 1          | 2009 г.             | Установленная мощность  | 300 МВт                 | [ 16 ]        |
| Паровая турбина                                        | К-325-23,5            | Харьковский турбогенераторный завод                                                               | 1          | 2009 г.             | Тепловая нагрузка       | 0 Гкал/ч                | [ 16 ]        |
| Паровая турбина                                        | К-325-23,5            | Харьковский турбогенераторный завод                                                               | 1          | 2009 г.             | Параметры пара          | 240 кгс/см2, 560 °С     | [ 16 ]        |
| Паровая турбина                                        | К-330-23,5            | Харьковский турбогенераторный завод                                                               | 1          | 2016 г.             | Установленная мощность  | 330 МВт                 | [ 16 ]        |
| Паровая турбина                                        | К-330-23,5            | Харьковский турбогенераторный завод                                                               | 1          | 2016 г.             | Тепловая нагрузка       | 0 Гкал/ч                | [ 16 ]        |
| Паровая турбина                                        | К-330-23,5            | Харьковский турбогенераторный завод                                                               | 1          | 2016 г.             | Параметры пара          | 240 кгс/см2, 560 °С     | [ 16 ]        |